# Vladimir Oskarovič Kappel
Vladimir Oskarovič Kappel rusky Влади́мир О́скарович Ка́ппель (28. dubna 1883 Carskoje selo - 26. ledna 1920) byl ruský vojenský velitel. Bojoval v první světové válce a poté proti bolševikům v ruské občanské válce. Jeho příznivci byli známi jako „kappelevci“ (каппелевцы). Po popravě admirála Alexandra Vasiljeviče Kolčaka bolševiky v Irkutsku se chtěl stáhnout zimním pochodem (známým jako Velký sibiřský ledový pochod) se svými oddíly do Čity, ale během pochodu zemřel na oboustranný zápal plic.